# Ракорд
Ракорд (итал.  — „спој”) је монтажна, континуирана веза, спој, између два суседна кадра у једном низу, у којима се положаји камере допуњују до 179°, што омогућава да се у гледаочевој свести логично формира аналитичка слика простора, насталог сабирањем његових делова у појединачним кадровима.
Ракордна веза између два суседна кадра настаје постављањем камере према правилу кадрирања у троуглу као што су:
- приближавање или удаљавање по оси,
- паралелни и додирни углови,
- спољни супротни и унутрашњи супротни углови,
- положаји камере под правим углом,
- субјективни и објективни углови снимања.[1]

Суседни кадрови у ракорду садрже одређене параметре (облика, кретања и простора – времена), који омогућавају стварање глатког реза, и називају се кадровима у ракорду.
Међу најважнијим параметрима за ракорд су:
- положај актера или објеката и
- правац погледа и кретања (по правцу и брзини).[1]

###### Лажни ракорд
Појам лажни или замењени ракорд настаје при таквом положају камере у другом кадру у којем гледалац очекује да види оно што посматра актер у првом кадру, али истовремено види и актера и предмет посматрања. Уместо субјективног угла или кадра, употребљава се објективни угао, са удаљавањем камере по оси објектива. 
Једна о д варијанти је и спољни супротни (субјективни) положај камере, преко рамена актера у предњем плану.
Другим речима, то је врста монтажног споја двају кадрова, који се међусобно не подударају на начин који би одговараo логици и искуству филмског гледаоца, односно правилима филмског језика.
Основни облици лажног ракорда су:
- неодговарајући правци погледа;
- положаји у простору кадра;
- правци кретања и
- неодговарајући однос простора off и простора видног поља кадра.

###### Примери:
- ако актери који се међусобно посматрају, гледају у истом правцу;
- ако се актер који гледа удесно, кадрира на десној страни површине кадра;
- ако се актер у следећем кадру креће у супротном правцу од оног у претходном кадру;
- ако се актер нађе у видном пољу кадра, иако би логично било да је врло далеко од њега.[2]

Лажни ракорд код гледалаца изазива осећање нелагодности због дезоријентације у простору који се гради монтажном структуром.
Доследна употреба лажних ракорда кроз обликовање новог типа структуре у гледаоцу ствара накнадну (закаснелу) свест о једној новој оријентацији, и филм се чита на једном новом нивоу.
Оригинални појам је преузет од Ноела Бурха (Noël Burch).